# Darius Henderson
Darius Alexis Henderson (* 7. September 1981 in Sutton, London) ist ein englischer Fußballspieler, der seit 2014 bei Leyton Orient unter Vertrag steht.

## Karriere

### FC Reading und FC Gillingham
Darius Henderson debütierte in der Saison 1999/00 für den englischen Drittligisten FC Reading. 2001/02 etablierte sich der 20-jährige Angreifer als Stammspieler in seinem Team (38 Ligaspiele/7 Tore) und stieg mit Reading als Tabellenzweiter in die zweite Liga auf. In der Football League First Division 2002/03 erreichte der Aufsteiger als Tabellenvierter die Play-offs, scheiterte jedoch vorzeitig an den Wolverhampton Wanderers. Nach einem zwischenzeitlichen Wechsel auf Leihbasis zu Brighton & Hove Albion, wechselte Henderson am 2. Januar 2004 zum FC Gillingham. In der Football League Championship 2004/05 erzielte er neun Treffer, stieg jedoch mit Gillingham als Drittletzter aus der Liga ab.

### FC Watford und Sheffield United
Am 4. August 2005 unterzeichnete Darius Henderson einen Vierjahresvertrag beim Zweitligisten FC Watford. Mit seinen Sturmpartnern Marlon King (21 Treffer) und Ashley Young (13 Treffer) hatte Henderson (14 Treffer) einen entscheidenden Anteil am dritten Tabellenplatz seines Teams in der Football League Championship 2005/06. Nach einem Erstrundenerfolg über Crystal Palace zog der Verein ins Play-off-Finale in Wembley ein und besiegte vor 64.736 Zuschauern Leeds United mit 3:0. Darius Henderson erzielte in der 84. Minute per Foulelfmeter den Treffer zum 3:0. In der Premier League 2006/07 konnte der Aufsteiger seine guten Leistungen nicht fortsetzten und stieg als Tabellenletzter in die zweite Liga ab. Nach einem verpassten Wiederaufstieg 2007/08 wechselte der zum Spieler des Monats September gewählte Henderson (12 Ligatreffer) am 23. Juli 2008 für eine Ablöse von 2.000.000 Pfund Sterling  zu Sheffield United. In der Football League Championship 2008/09 erzielte er lediglich sechs Treffer und verpasste verletzungsbedingt das Play-off-Finale gegen den FC Burnley. United verlor diese Partie mit 0:1 und verpasste damit den Aufstieg in die Premier League. 2009/10 gelangen dem 28-jährigen Stürmer zwölf Ligatreffer für den Tabellenachten. Die Saison 2010/11 entwickelte sich für Henderson und Sheffield zu einem Desaster. Verletzungsbedingt kam er lediglich in acht Spielen zum Einsatz (zwei Treffer) und stieg mit seiner Mannschaft als Vorletzter in die dritte Liga ab.

### FC Millwall und Nottingham Forest
Am 29. Juni 2011 wechselte Henderson zum Zweitligisten FC Millwall. In der Football League Championship 2011/12 fand er zurück zu seiner alten Treffsicherheit und erzielte fünfzehn Ligatreffer für den Tabellensechzehnten. Ende Januar 2013 unterschrieb Darius Henderson einen bis zum Saisonende gültigen Vertrag beim Zweitligakonkurrenten Nottingham Forest.